# جوهانس بيرك
جوهانس بيرك (بالدنماركية: Johannes Birk)‏ هو لاعب جمباز فني دنماركي، ولد في 5 سبتمبر 1893، وتوفي في 18 فبراير 1961 في هرنينغ في الدنمارك.

## وصلات خارجية
- جوهانس بيرك على موقع أوليمبيديا (الإنجليزية)